# Endzeit (Plastik)

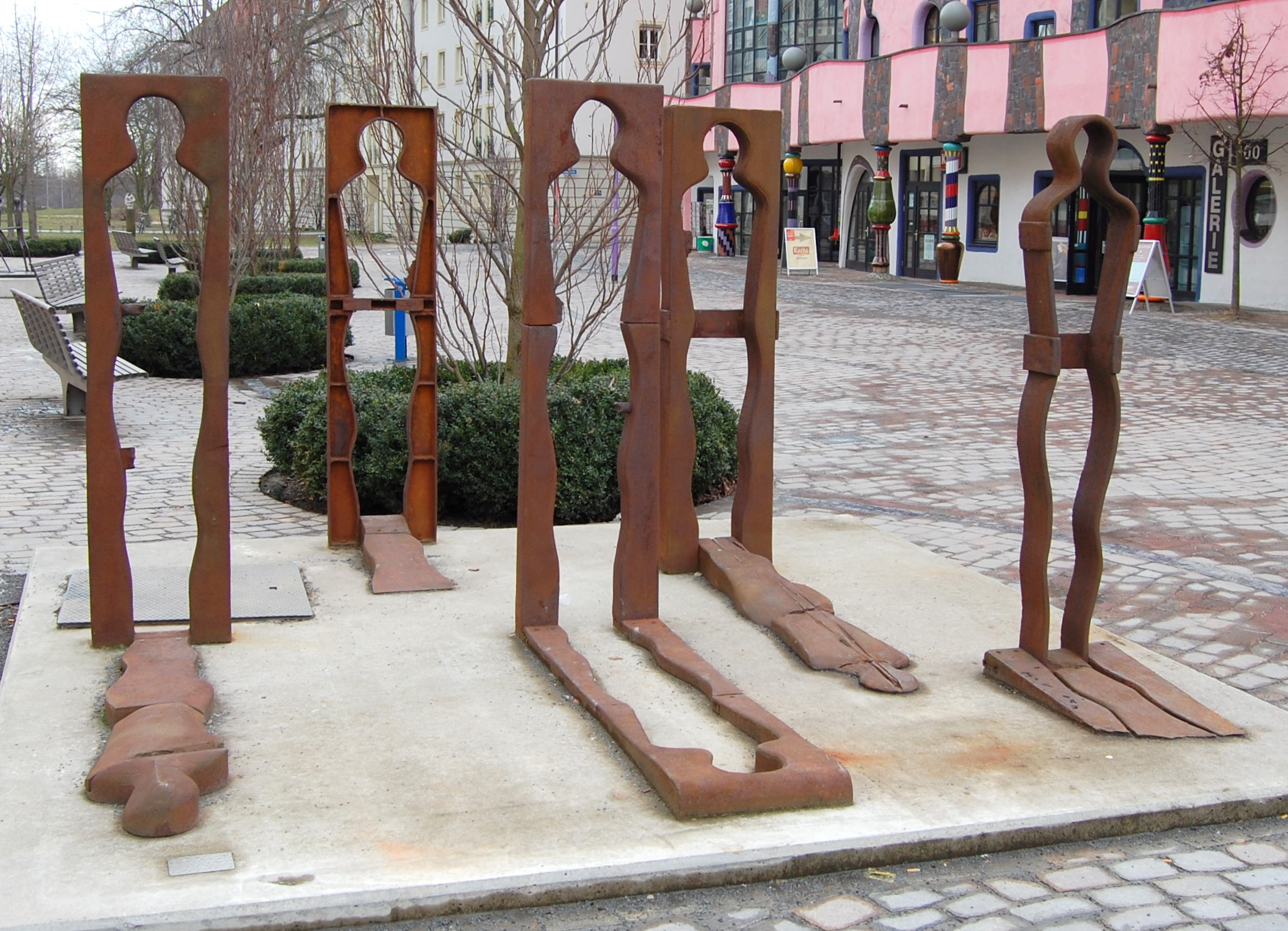
Endzeit

Endzeit ist eine Plastik in der Magdeburger Altstadt.
Die Plastik steht nördlich der Grünen Zitadelle, dem Magdeburger Hundertwasserhaus, auf dem Erhard-Hübener-Platz und gehört zum Skulpturenpark Magdeburg.
Sie wurde im Jahr 1983 von Helmut Lander geschaffen und setzt sich mit der Thematik eines Atomkriegs auseinander. Das Werk besteht aus Eisenguss. Fünf bis zu 2,01 Meter große Figuren bzw. ihre Umrisse stehen auf einer Betonfläche. Vor ihnen liegen ihre, zum Teil verstümmelten Schattenwürfe.
Die Plastik beschäftigt sich mit den Folgen des Atombombenabwurfs auf Hiroshima vom 6. August 1945. Bezug genommen wird auf die Berichte, wonach die Wirkung der Bombe so stark war, dass Menschen vollständig vernichtet wurden und nur Schatten ihrer Umrisse an Ruinen oder Wegen zu erkennen waren. Das Werk des damals in der Bundesrepublik lebenden Künstlers entstand unter dem Eindruck der nach dem NATO-Doppelbeschluss erfolgenden Stationierung von atomaren Mittelstreckenwaffen in der Bundesrepublik.